# Список национальных парков Африки

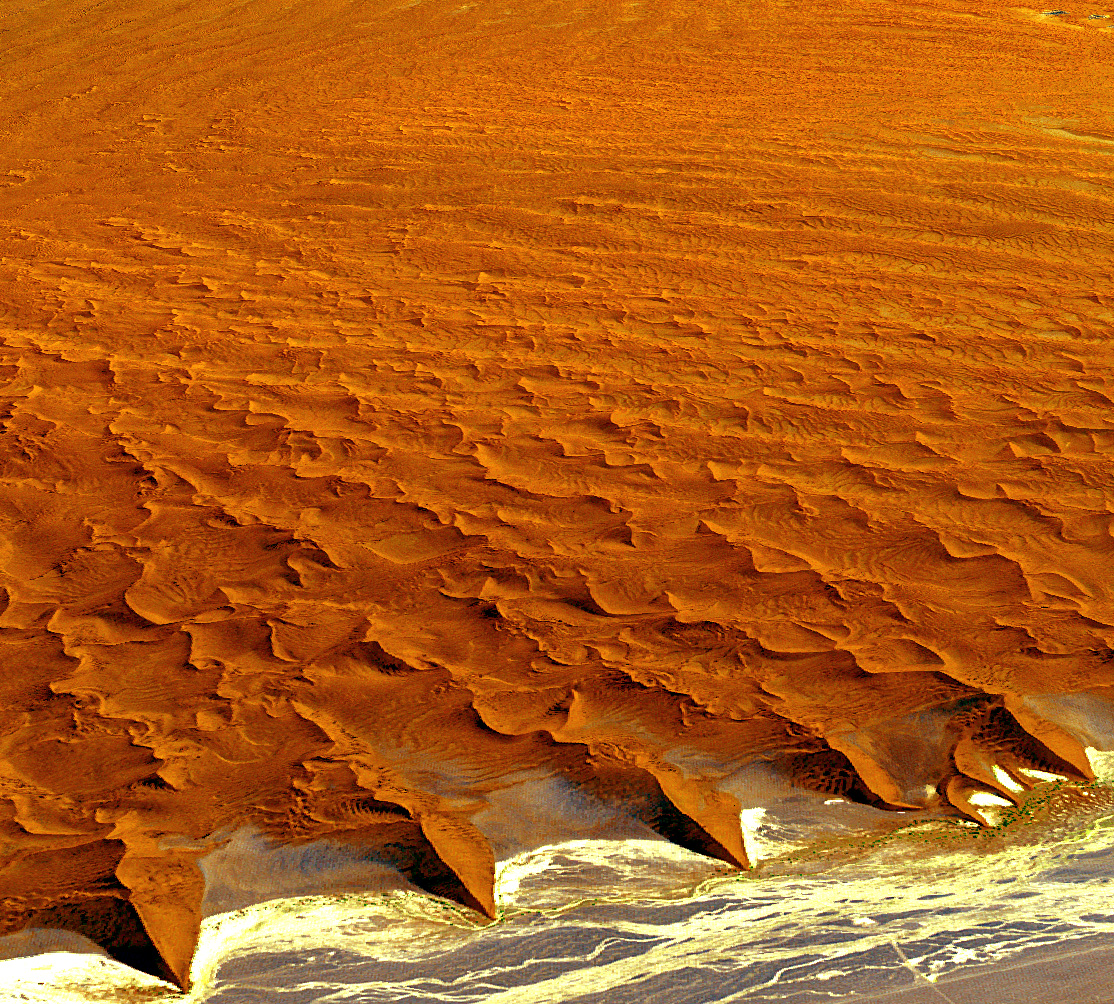
Парк Намиб-Науклуфт в Намибии

Список национальных парков Африки включает несколько сотен охраняемых территорий. В Африке нет унифицированного статуса национального парка, поэтому эти территории отличаются друг от друга степенью защиты, доступностью для публики и тем, что конкретно в них охраняется, причём не только между странами, но иногда и в пределах одной страны. В некоторых парках люди никогда массово не жили, с территории других людей выселили, но в некоторых сохраняется довольно большое население.
Национальные парки есть почти во всех странах континента, больше всего их в Габоне, Кении и Танзании. В некоторых странах большие площади имеют статус частных парков, охотничьих и лесных резерватов, морских заповедников, национальных заповедников и природных парков. Они в этот список не включены, даже если практически не отличаются от национальных парков.

## Алжир

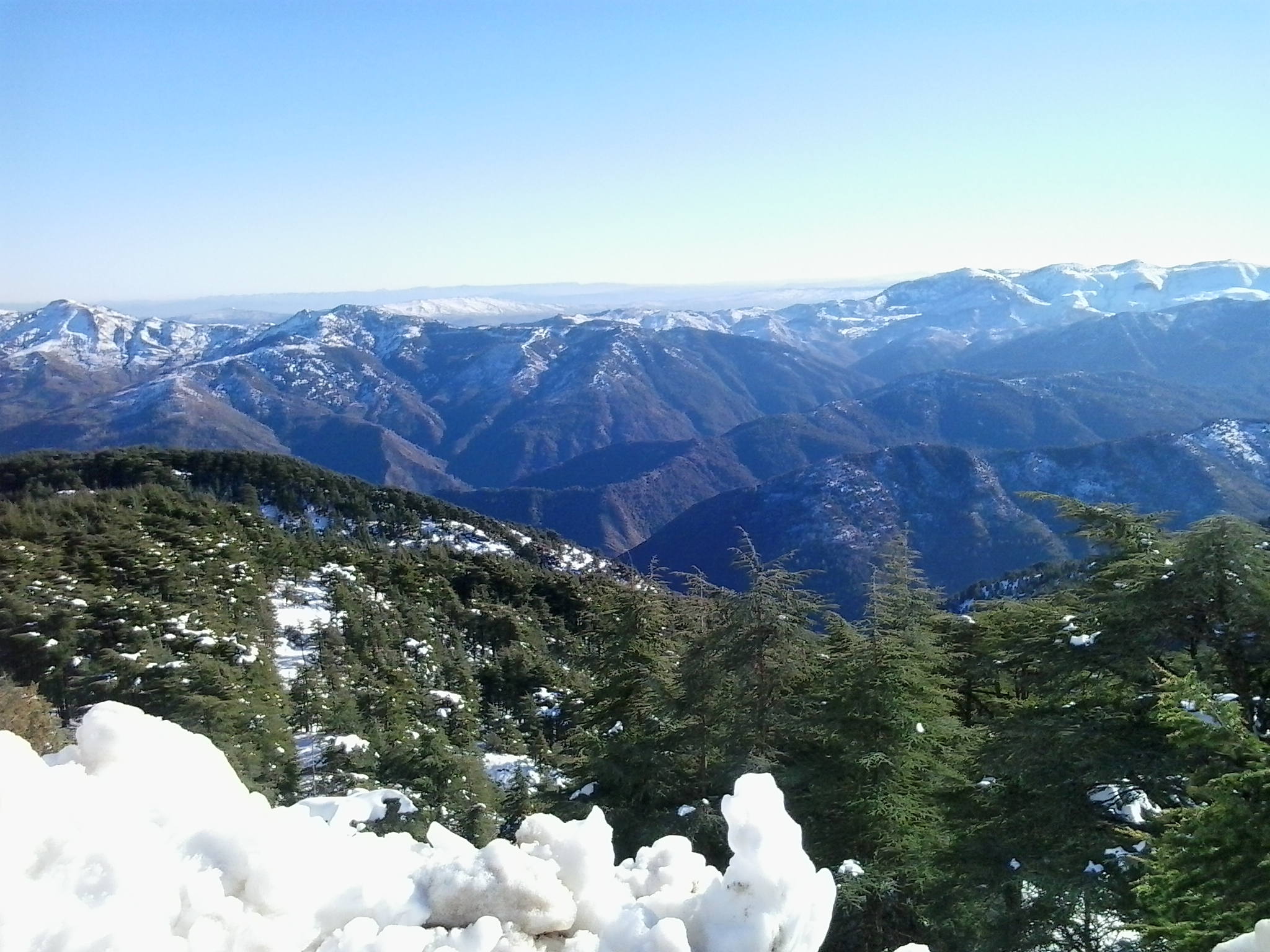
Шреа

- Ахаггар[1]
- Белезма[2]
- Гурайя[3]
- Джебель-Аисса[англ.][4]
- Джурджура[5]
- Таза[6]
- Тениет-эль-Хад[7]
- Тлемсен[8]
- Шреа[9]
- Эль-Кала[10]

## Ангола

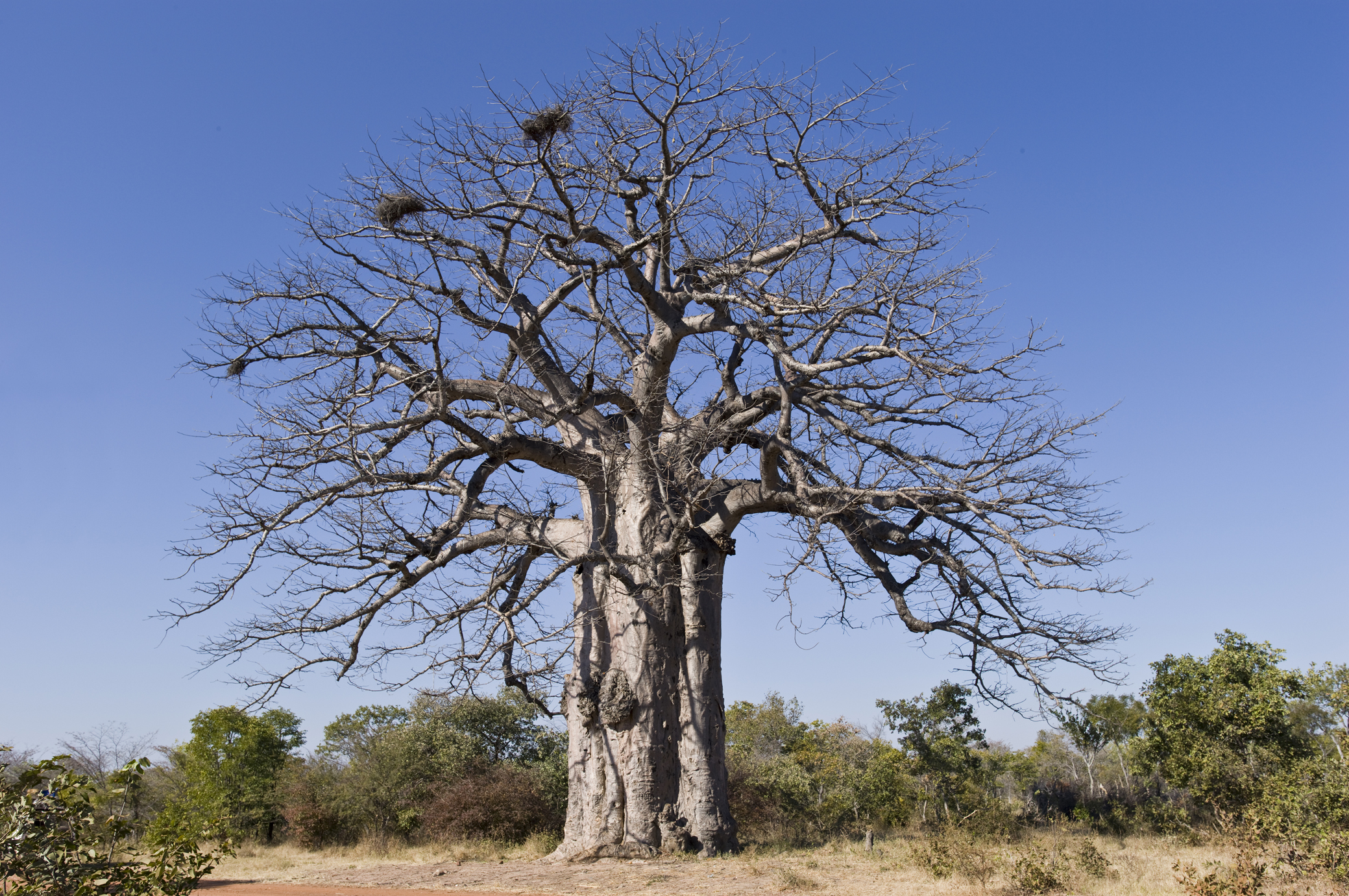
Баобаб в парке Иона

- Бикаури
- Иона
- Камея
- Кангандала
- Кисама
- Лонга-Мавинга[англ.]
- Луэнгуэ-Луиана[англ.]
- Мупа

## Бенин
- Дубль-Ве
- Пенджари

## Ботсвана
- Кгалагади
- Макгадикгади Панс[англ.]
- Нцкаи-Пан
- Чобе

## Буркина-Фасо
- Арли
- Дё-Бале[англ.]
- Дубль-Ве
- Каборе-Тамби[англ.] (ранее По)

## Бурунди
- Кибира[англ.]
- Рисизи[англ.]
- Рувубу[англ.]

## Габон

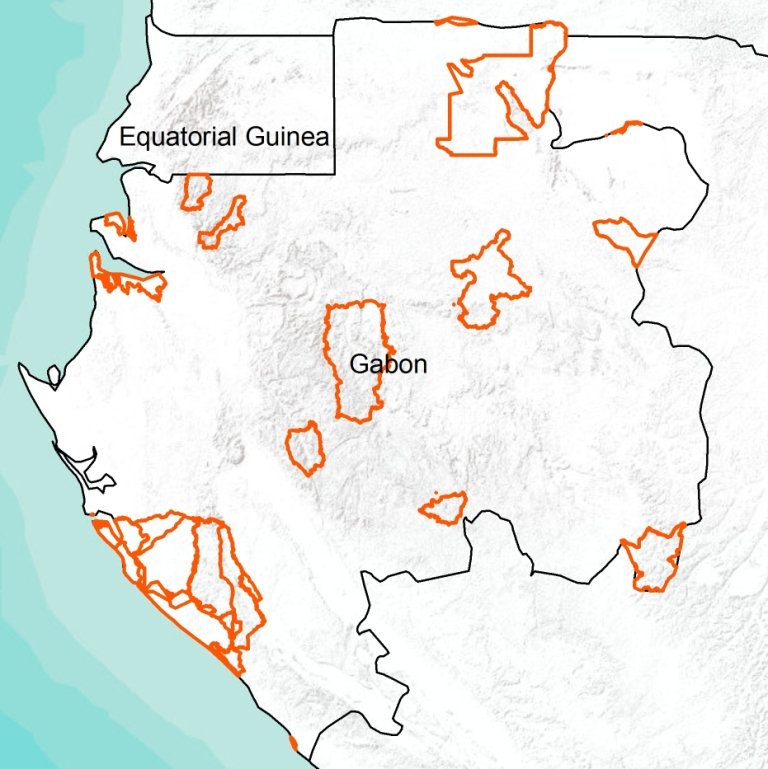
Система национальных парков Габона

- Аканда[англ.]
- Плато Батеке[англ.]
- Биругу[англ.]
- Вака[англ.]
- Ивиндо
- Лоанго[англ.]
- Лопе
- Маюмба[англ.]
- Мвангне[англ.]
- Минкебе[англ.]
- Мукалаба-Дудау[англ.]
- Понгара[англ.]
- Хрустальные горы[англ.]

## Гамбия
- Абуко
- Бижило[англ.]
- Река Гамбия[англ.]
- Западный Кианг[англ.]
- Ниуми

## Гана

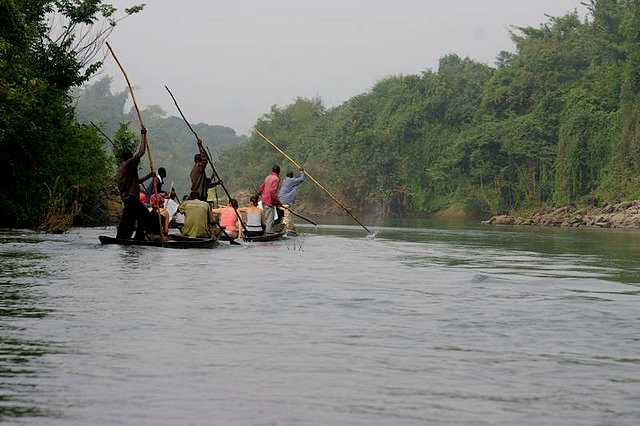
Национальный парк Буи

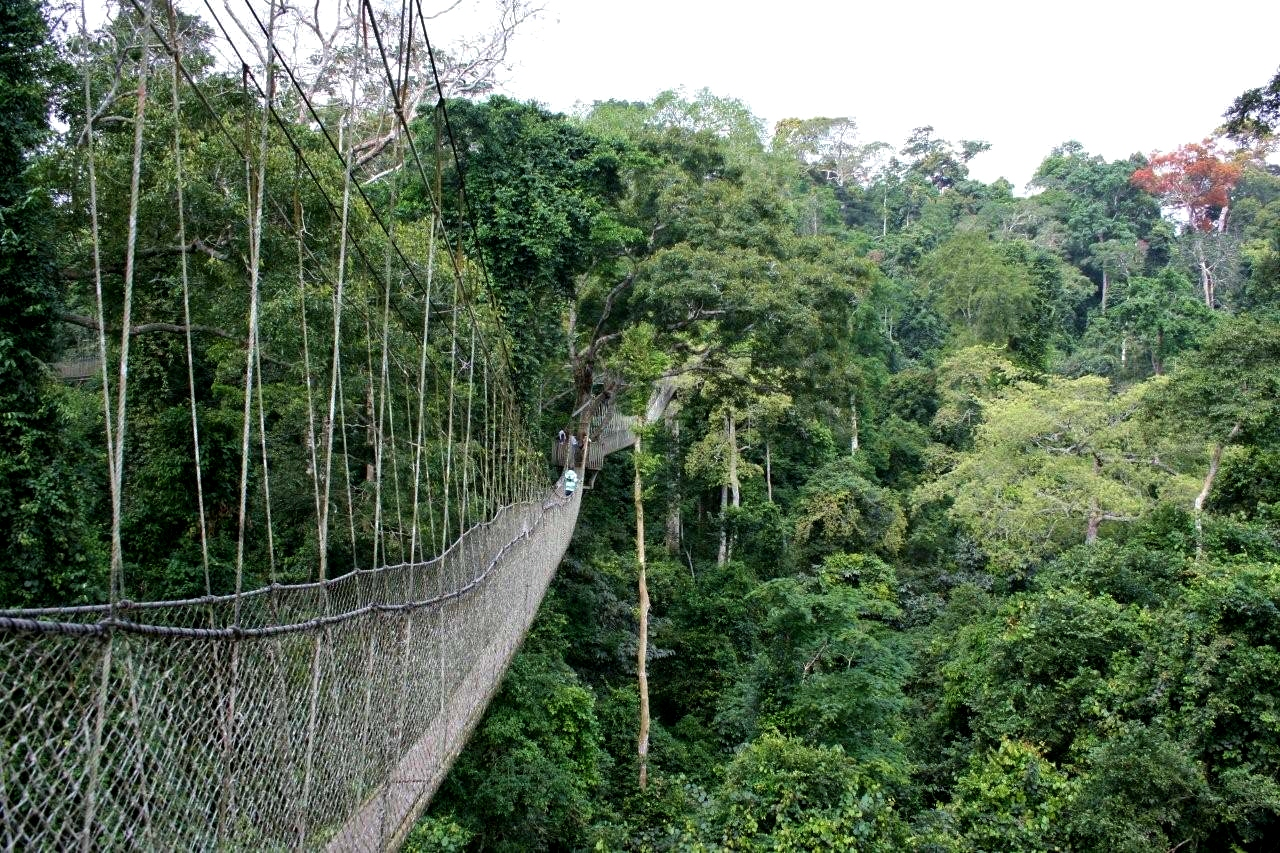
Парк Какум

- Биа
- Буй[англ.]
- Какум
- Кьябобо[англ.]
- Моле
- Дигья[англ.]
- Калакпа[англ.]
- Сухиен[англ.]

## Гвинея
- Бадиар
- Национальный парк верхнего Нигера

## Гвинея-Бисау
- Кантаньес
- Боэ[порт.]
- Жуан-Виейра[англ.]
- Куфада[англ.]
- Дуломби[порт.]
- Оранго[англ.]
- Варела

## Демократическая Республика Конго

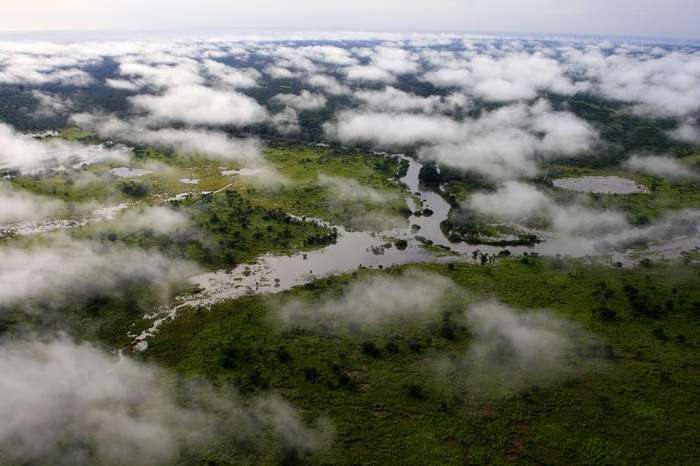
Вид на парк Гарамба с воздуха

- Вирунга
- Гарамба
- Кахузи-Биега
- Кунгелунгу[англ.]
- Ломами[англ.]
- Маико
- Мангровый национальный парк[англ.]
- Салонга
- Упемба

## Джибути
- Дей-Форест[англ.]
- Джибути[англ.]
- Ёбоки[англ.]

## Египет

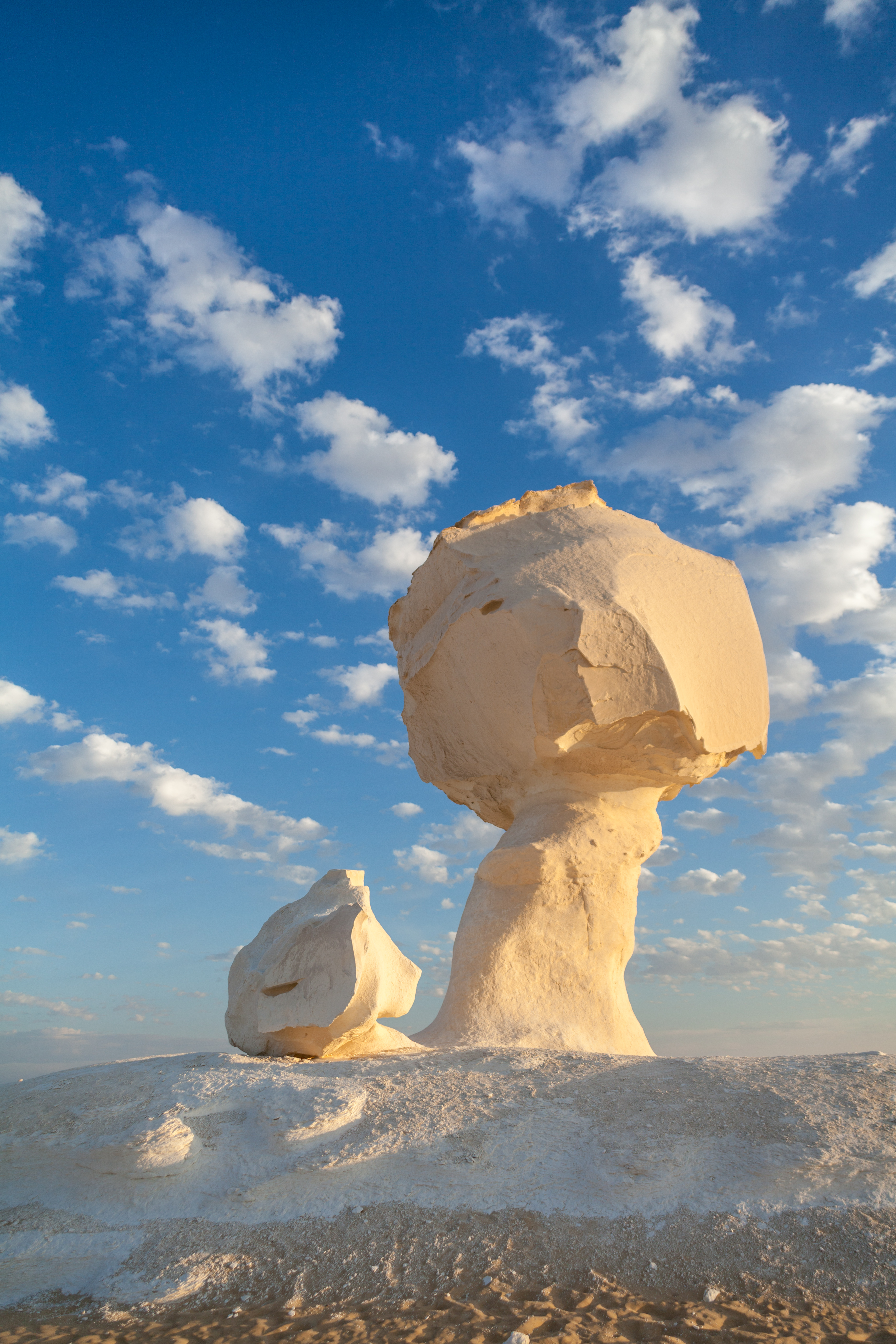
Скалы в парке Белая пустыня

- Белая пустыня
- Буруллус[англ.]
- Вади-эль-Гамаль[англ.]
- Вади Эль-Райан
- Вади-эль-Лаки
- Габаль-Эльба[англ.]
- Гильф-Кебир[англ.]
- Карун
- Набк
- Рас-Мохаммед
- Саннур[англ.]
- Святая Екатерина[англ.]
- Сива
- Таба

## Замбия
- Блу-Лагун
- Исангано
- Кафуэ
- Касанка
- Лавуши Манда
- Лиува-Плейнс
- Лочинвар
- Нижняя Замбези
- Луамбе
- Лукусузи[англ.]
- Лусенга Плейн
- Моси-Оа-Тунья
- Мверу-Вантипа[англ.]
- Северная Луангва<
- Сумбу
- Ньика
- Сиома-Нгвези
- Южная Луангва
- Западная Лунга
- Лусака[англ.]

## Зимбабве
- Викториа-Фолз
- Гонарежу
- Замбези
- Казума-Пан
- Мана-Пулс
- Матобо
- Матусадона
- Ньянга
- Хванге
- Чизарира
- Чиманимани

## Кабо-Верде
- Фого

## Камерун

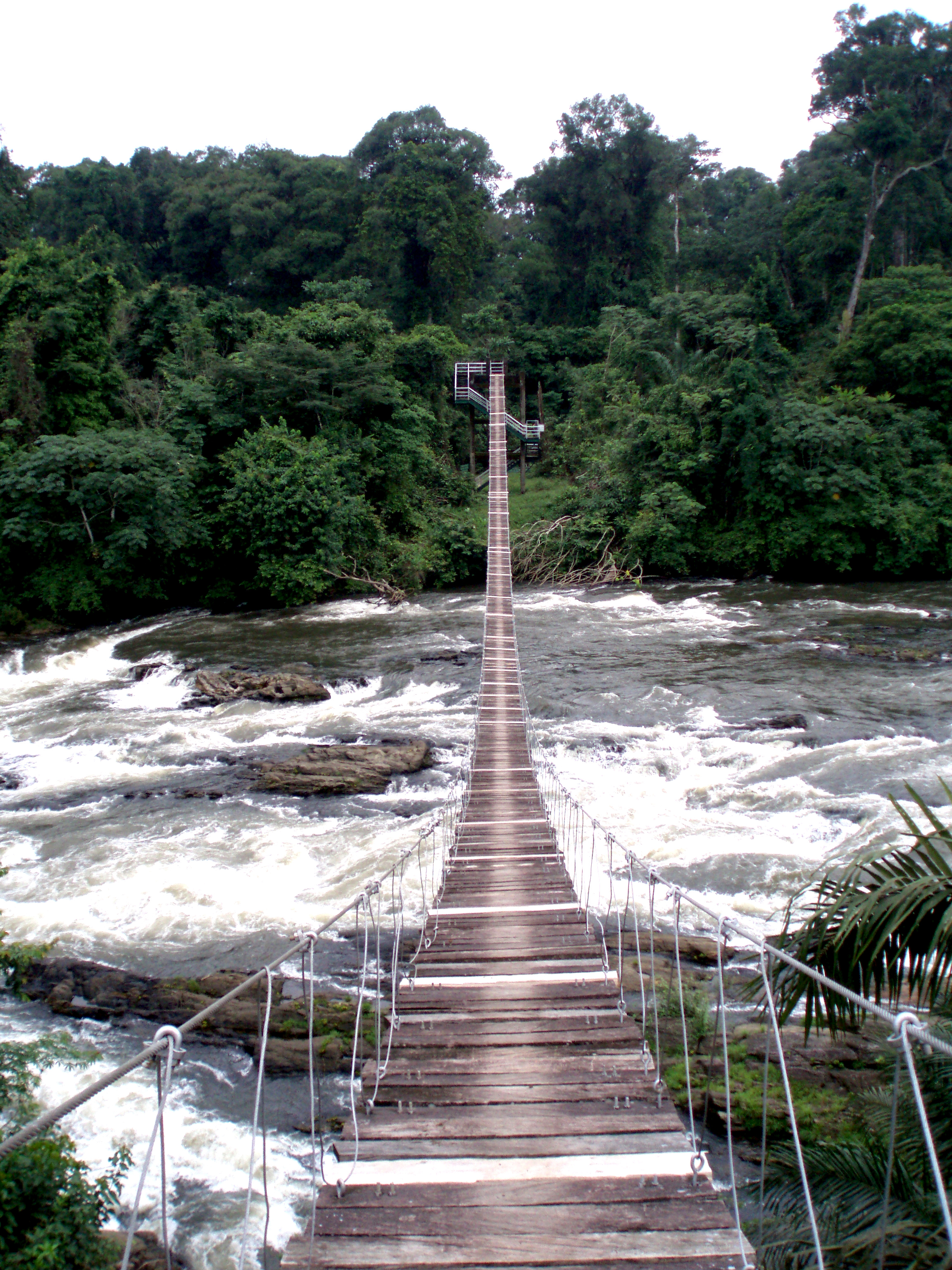
Вход в парк Коруп

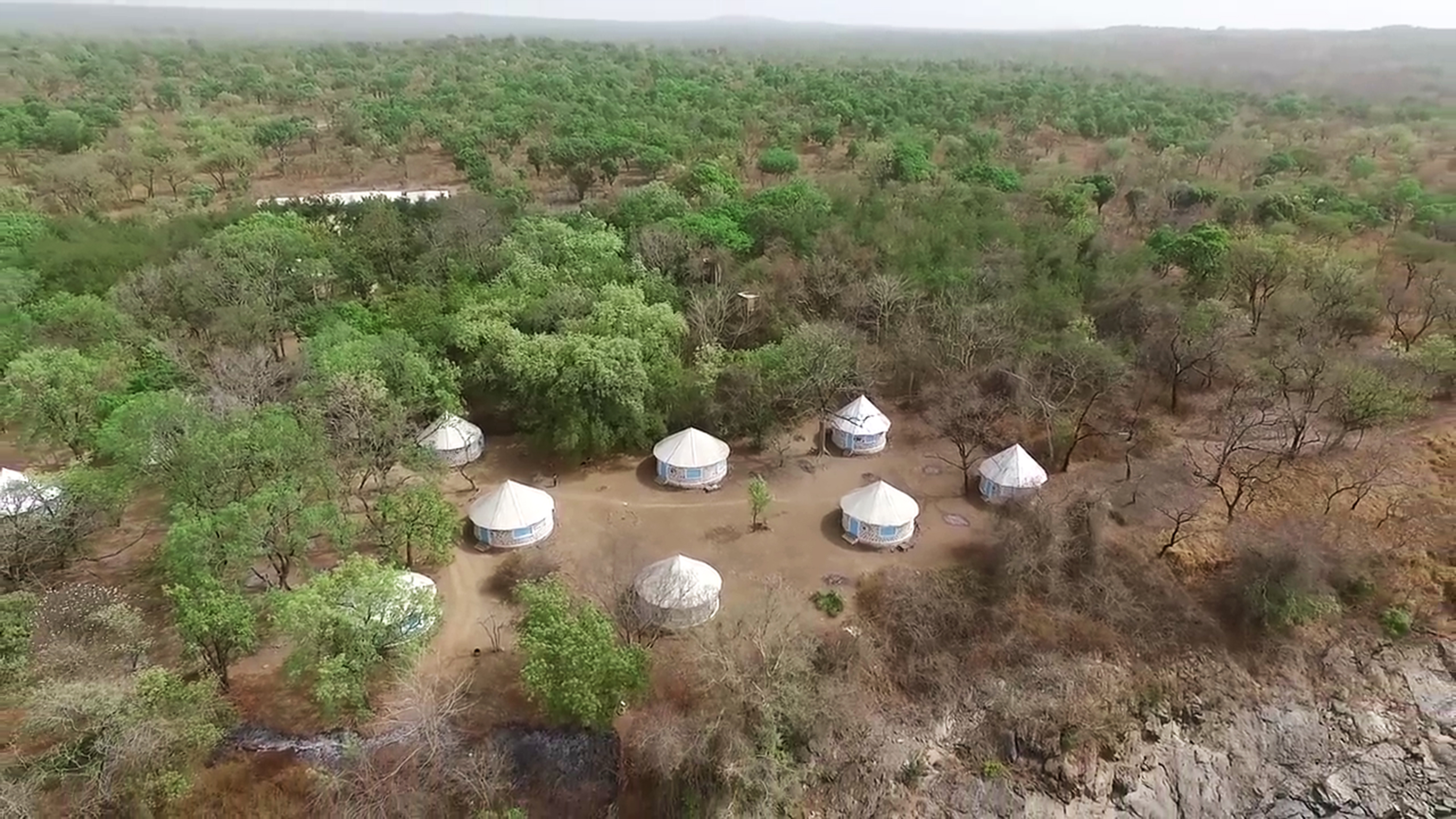
Вид на Бенуэ с дрона

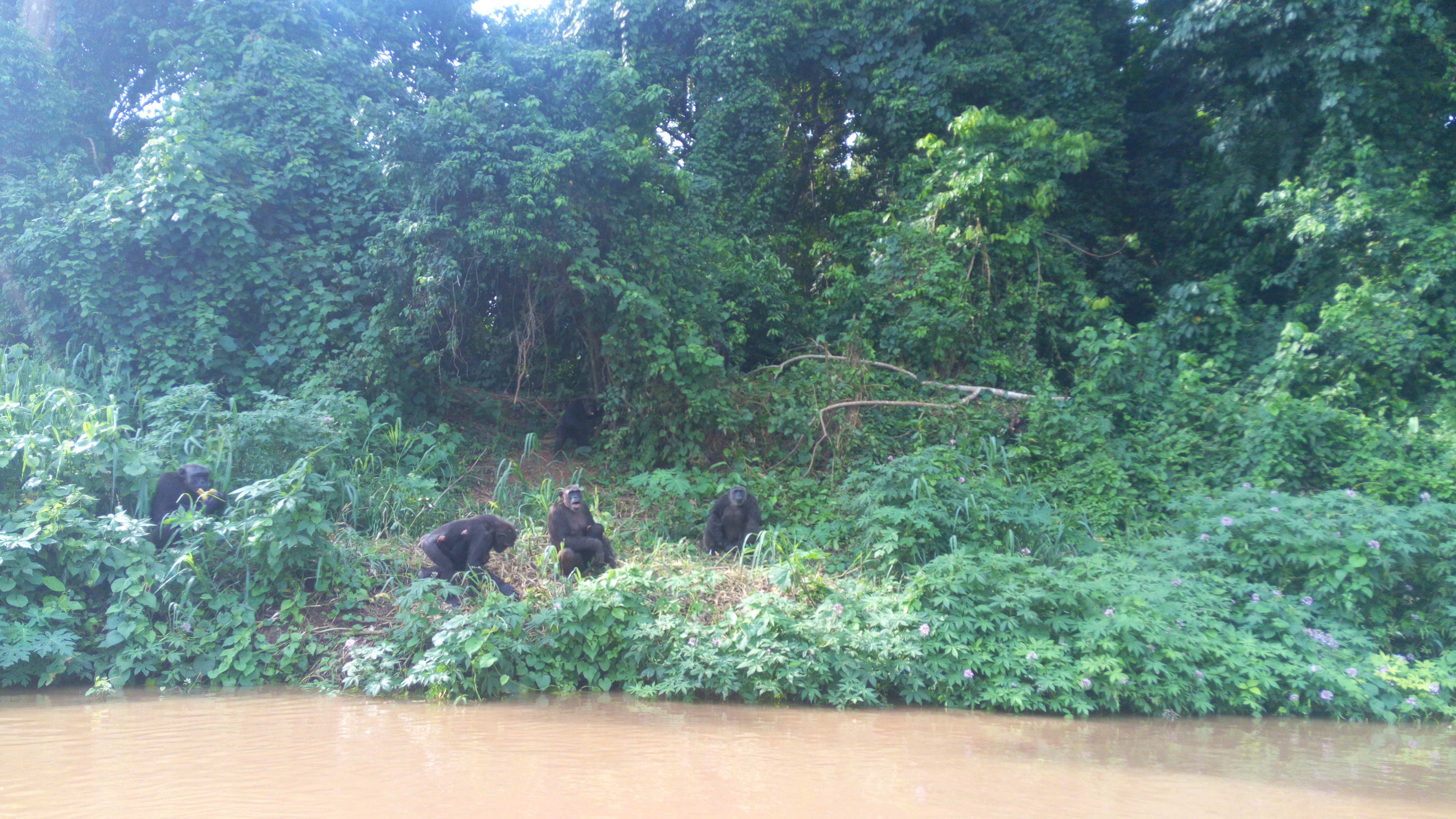
Парк Дуала-Эдеа

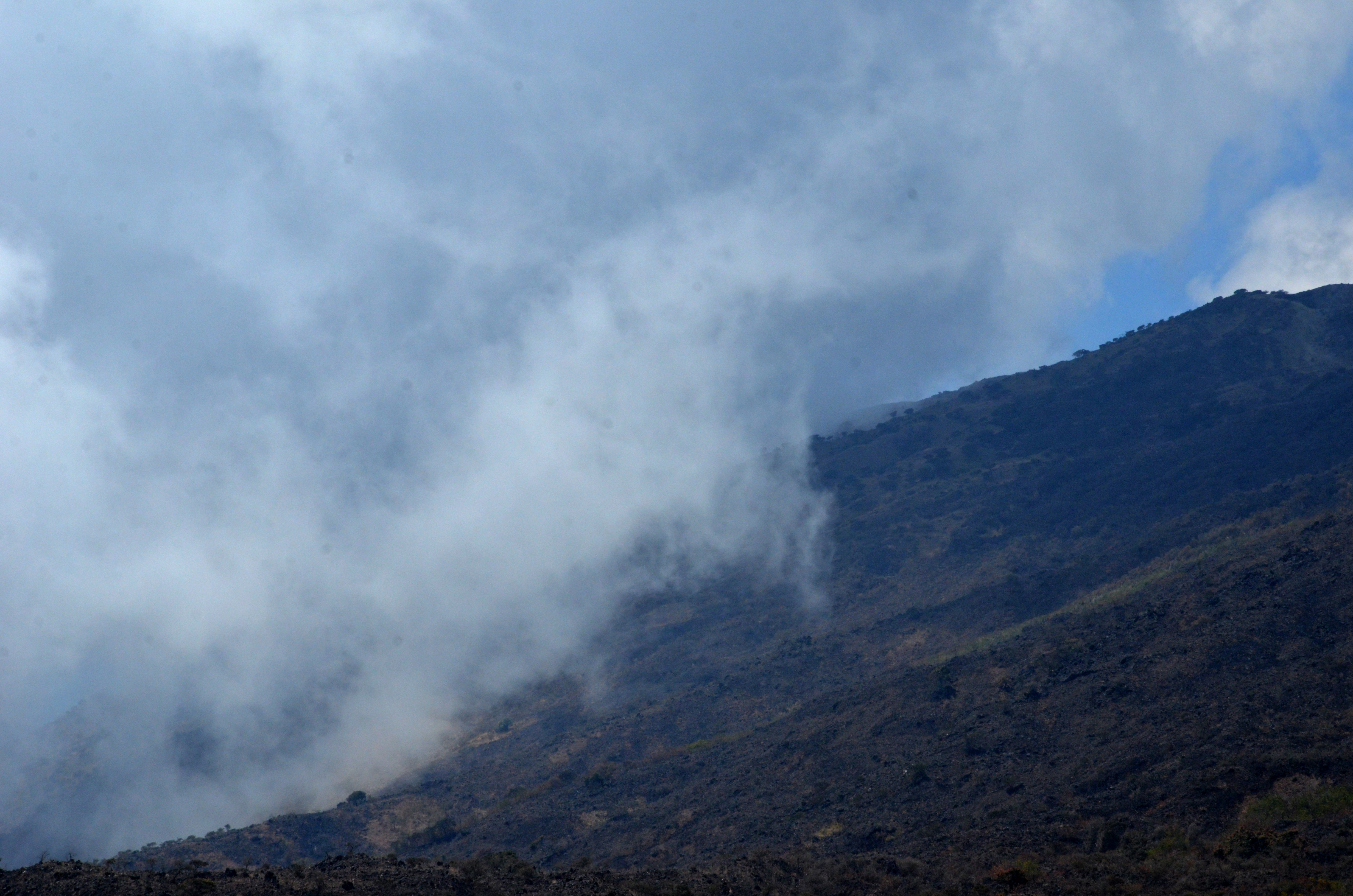
Гора Камерун

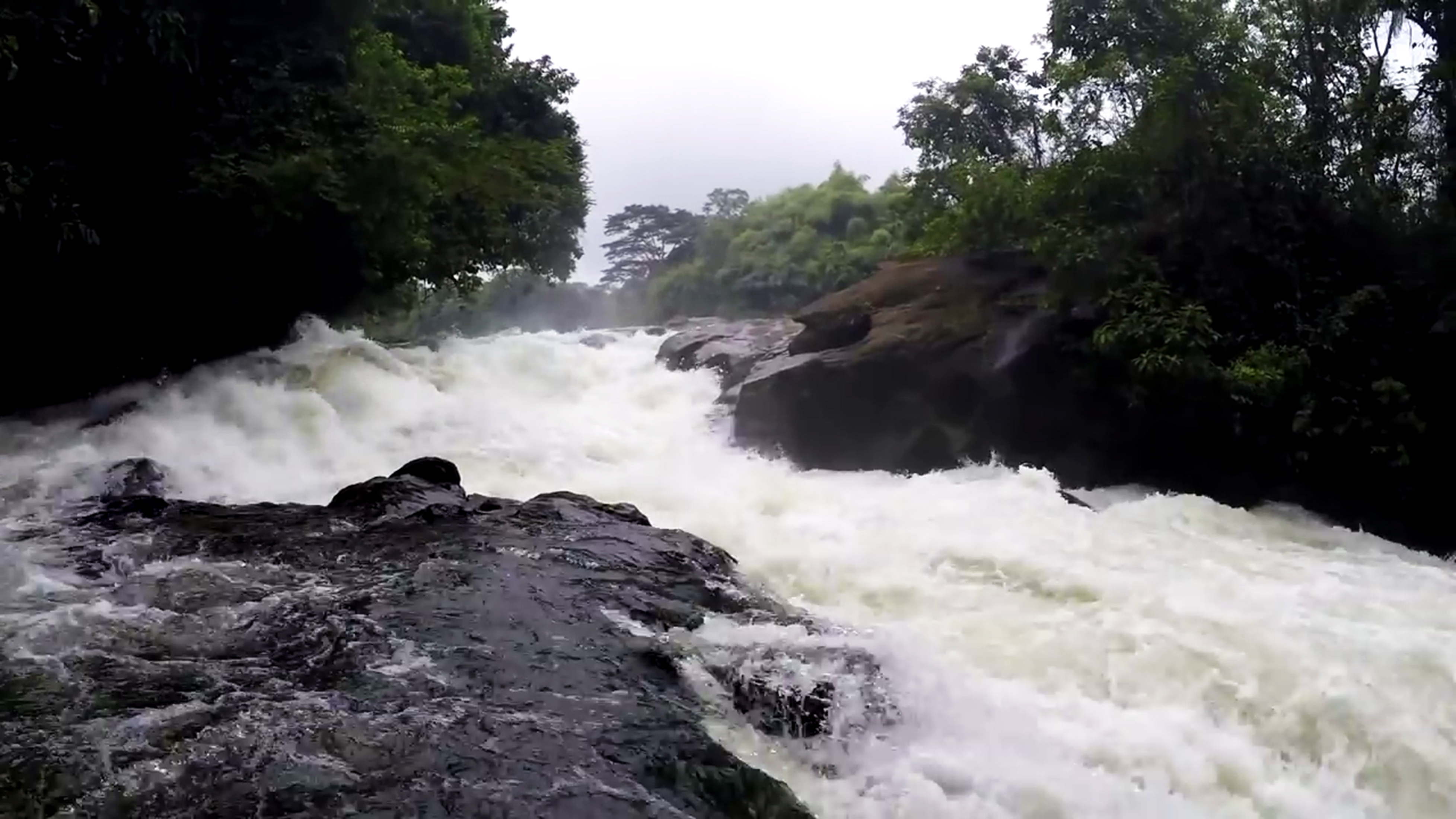
Парк Коруп

- Бакосси[англ.]
- Бенуэ
- Бубанджида
- Бумба-Бек
- Ваза
- Денг-Денг[фр.]
- Дуала-Эдеа[англ.]
- Вулкан Камерун
- Кампо-Маан
- Кимби-Фунгом
- Коруп
- Лобеке
- Мбам-Джерем[англ.]
- Долина Мбере[англ.]
- Мпем-Джим[фр.]
- Нки
- Такаманда[англ.]
- Фаро[англ.]

## Кения

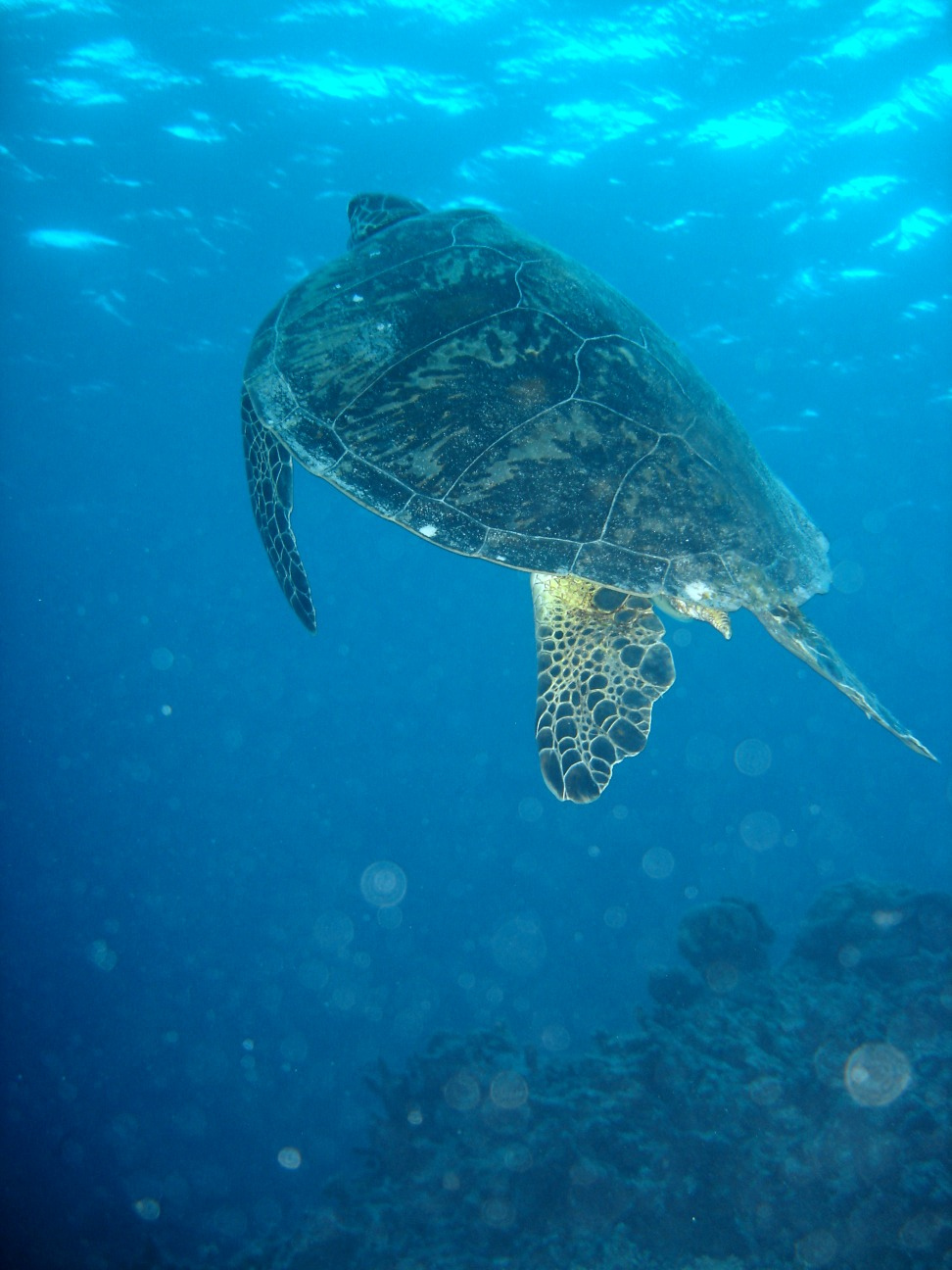
Зелёная черепаха в парке Ватаму

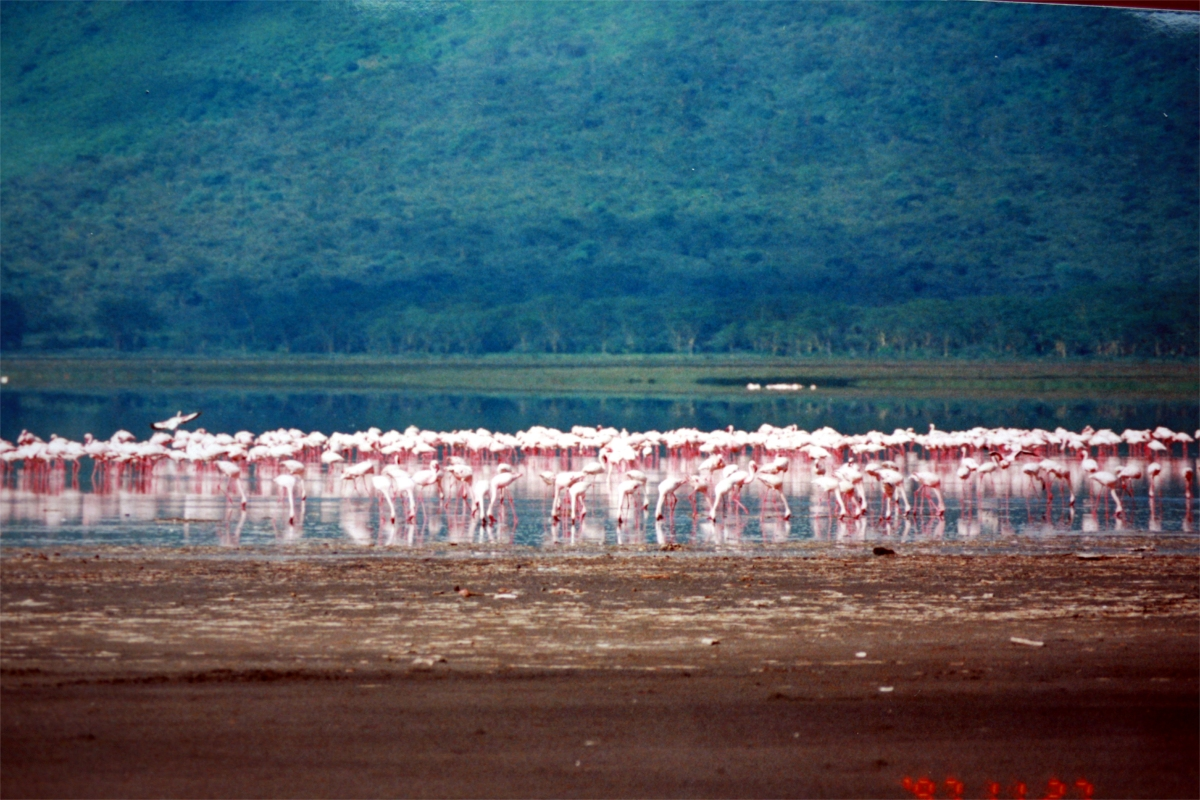
Фламинго на реке Накуру

- Абердэр
- Амбосели
- Арабуко-Сококе
- Ватаму
- Ворота Ада
- Кисите-Мпунгути[англ.]
- Лонгонот
- Малинди[англ.]
- Малка-Мари
- Марсабит
- Маунт-Кения
- Маунт-Элгон[англ.]
- Меру
- Момбаса[англ.]
- Найроби
- Накуру
- Ол-Доньо-Сабук
- Рума
- Болото Сайва
- Самбуру
- Сибилои
- Центральный
- Чьюлу
- Восточный Цаво
- Западный Цаво

## Кот-д’Ивуар

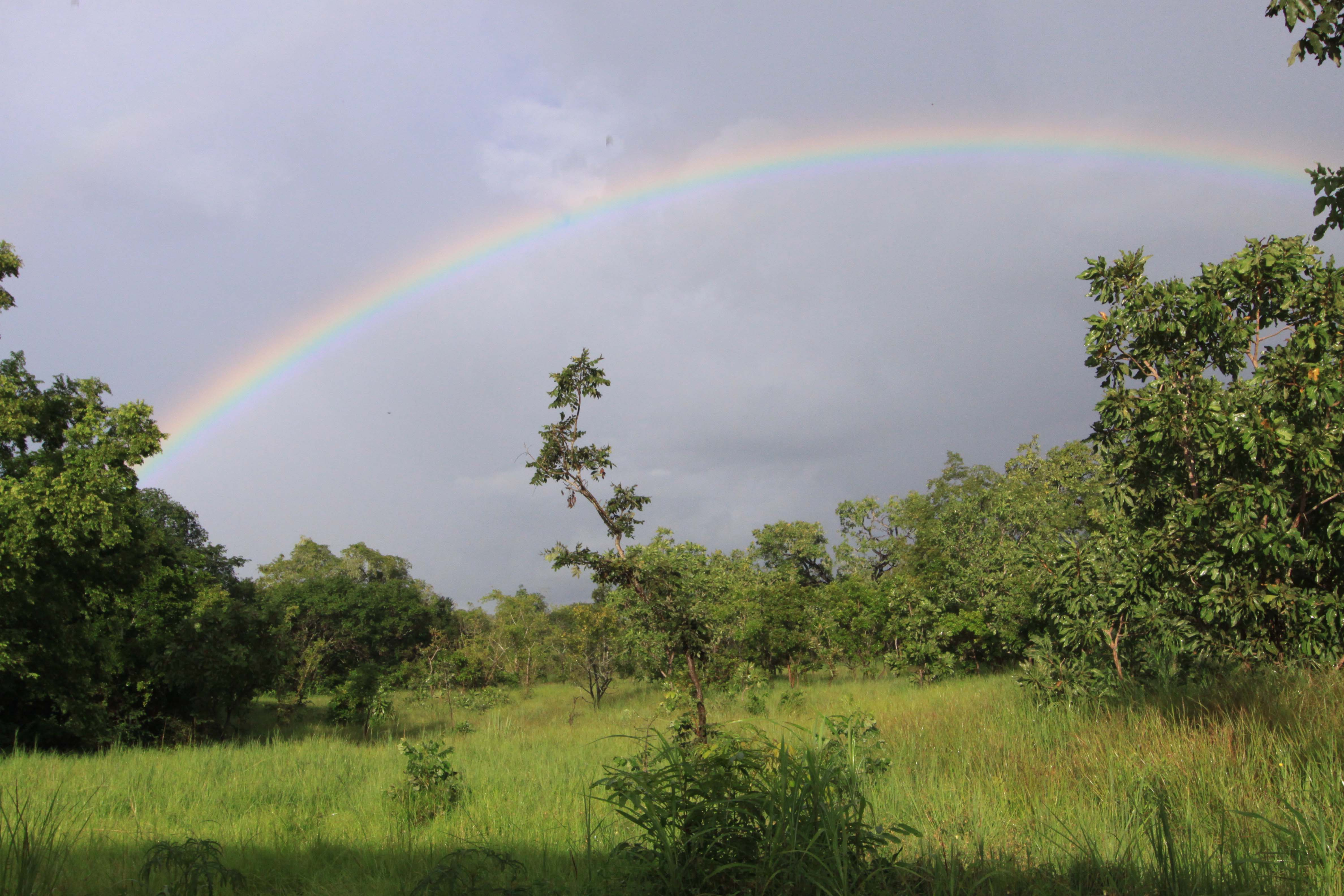
Радуга над саванной Комоэ

- Ассаньи[англ.]
- Банко[англ.]
- Иль-Эотиле[англ.]
- Комоэ
- Марауэ[англ.]
- Мон-Нимба
- Мон-Пеко[англ.]
- Мон-Сангбе[англ.]
- Таи

## Лесото
- Сехлабатебе
- Тсехланьяне[англ.]

## Либерия
- Сапо[англ.]
- Лофа-Мано[англ.]
- Горы Кпо
- Гби[порт.]

## Ливия
- Абугилан[англ.]
- Эль-Куф[англ.]
- Караболли[англ.]
- Эль-Наггаза[англ.]
- Раджма[англ.]
- Сирман[англ.]

## Мавритания
- Банк-д’Арген
- Диавалинг[англ.]

## Маврикий
- Блэк-Ривер-Горджес
- Бра-д’О[англ.]
- Айлетс[англ.]

## Мадагаскар

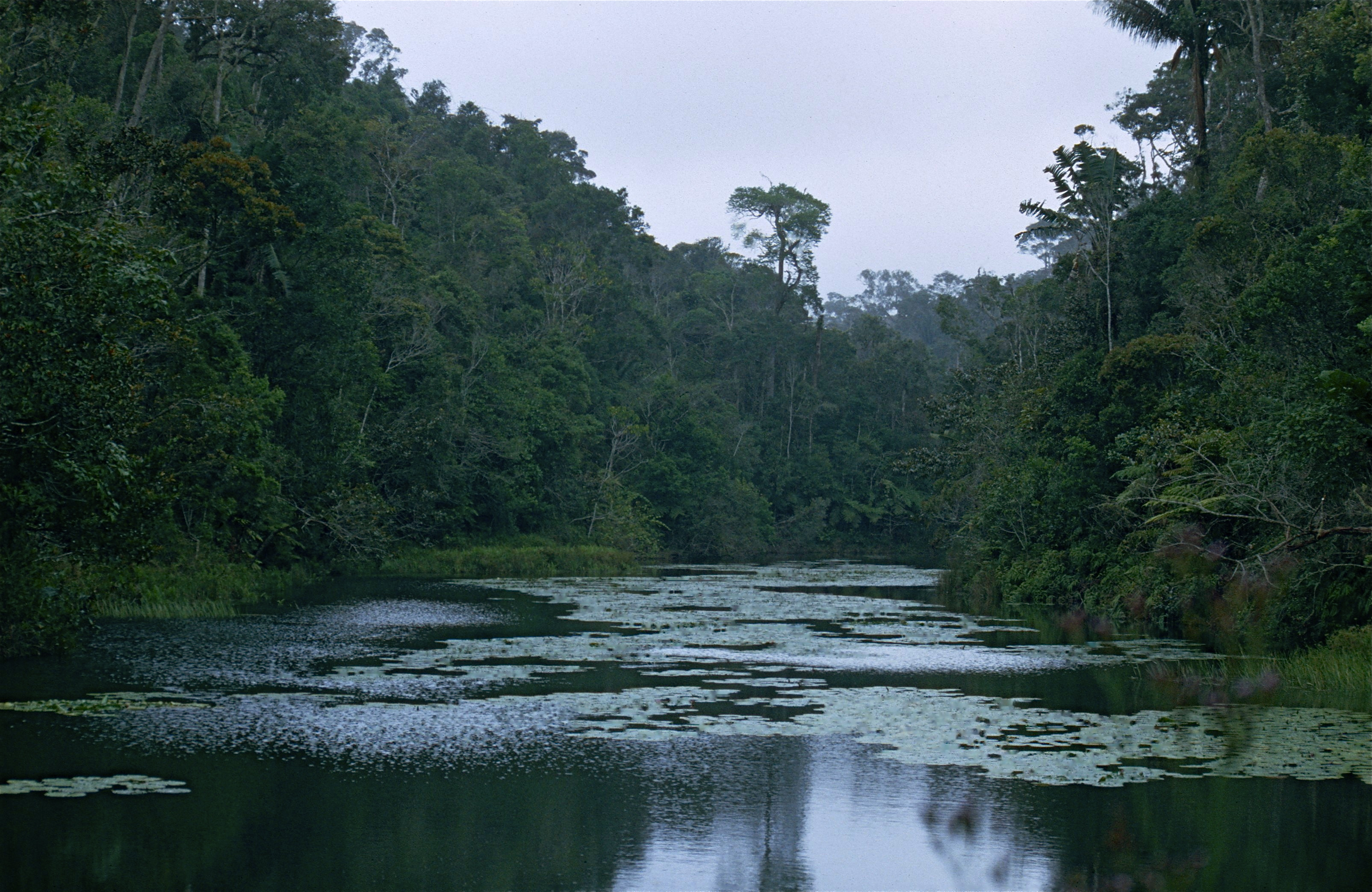
Аналамазаотра, ноябрь 1998 года

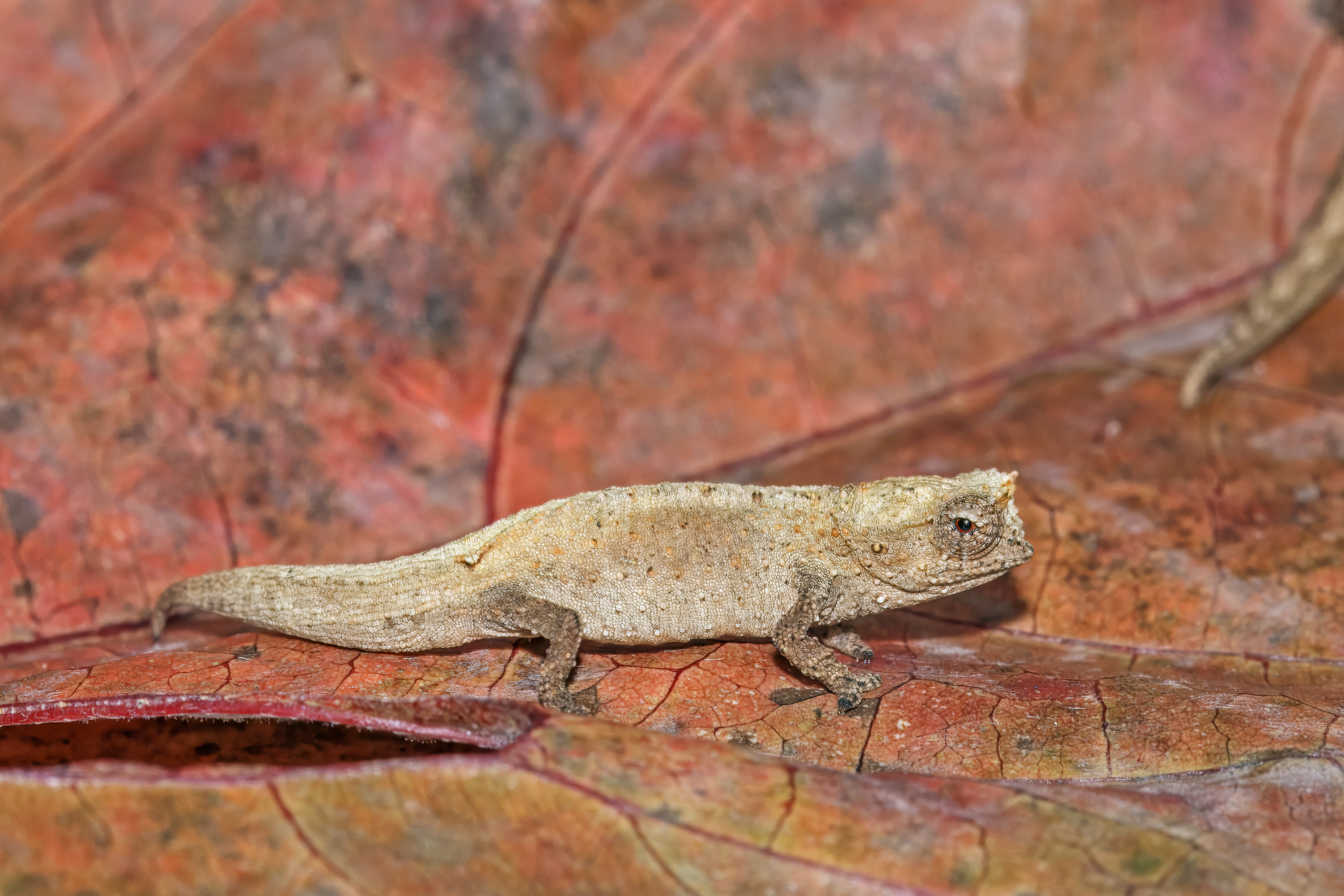
Хамелеон в Янтарных горах

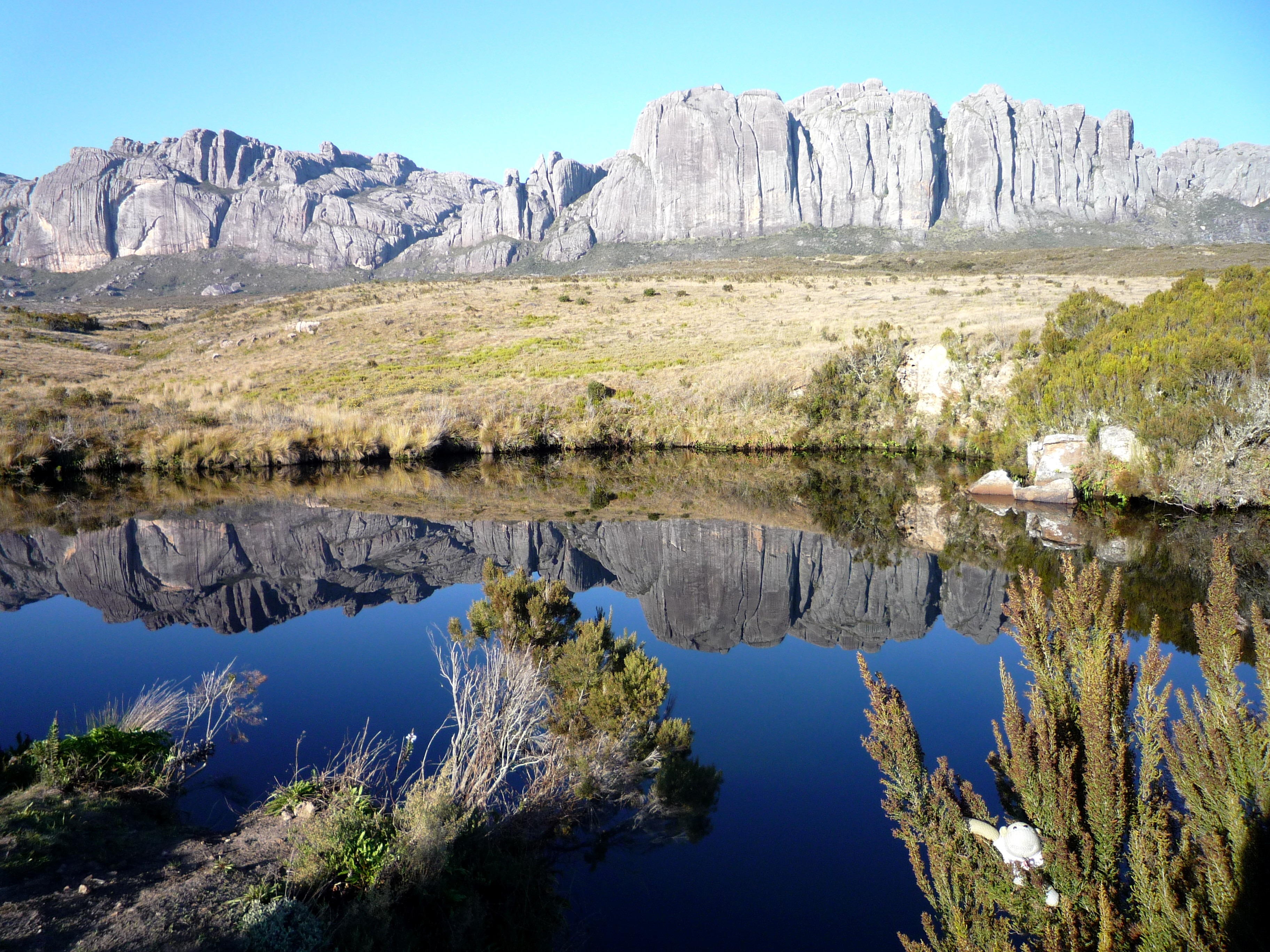
Андрингитра

- Аналамазаотра[англ.]
- Андохахела[англ.]
- Андрингитра[англ.]
- Анкарафанцика
- Баи-де-Бали[англ.]
- Захамена[англ.]
- Зомбице-Вохибасия[англ.]
- Исалу
- Киринди-Митеа[англ.]
- Локобе[англ.]
- Мантадия[англ.]
- Марожежи
- Масуала
- Мидунги
- Монтань-д’Амбр
- Ранумафана
- Сахамалаза[англ.]
- Цинги-де-Бемараха
- Цинги-де-Наморока[англ.]
- Циманампецуца

## Малави

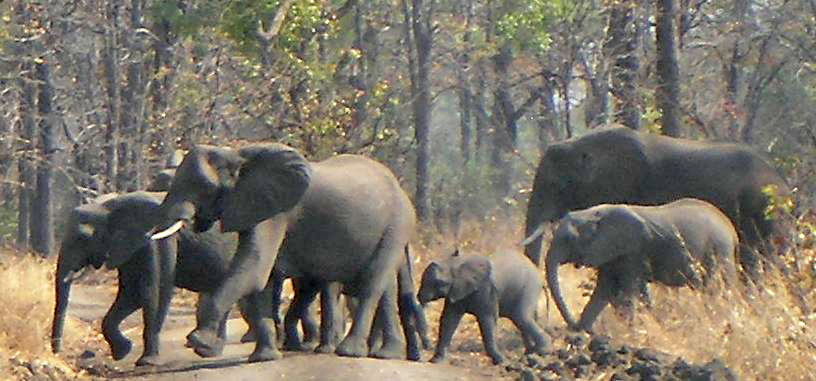
Слоны в Ливонде

- Касунгу[англ.]
- Ленгве[англ.]
- Ливонде[англ.]
- Озеро Ньяса
- Ньика

## Мали
- Букль-дю-Бауле
- Бафинг[англ.]
- Куруфинг[англ.]
- Вонго[англ.]

## Марокко
- Восточный Высокий Атлас[англ.]
- Дахле[фр.]
- Ирики[англ.]
- Ифран[англ.]
- Сус-Масса[англ.]
- Тазекка[англ.]
- Таласемтан[англ.]
- Тубкаль
- Хенифис
- Хенифра[англ.]
- Эль-Хосейма[англ.]

## Мозамбик
- Архипелаг Базаруто
- Баньини[англ.]
- Горонгоза[англ.]
- Лимпопо[англ.] (часть Трансграничного парка Большой Лимпопо)
- Магоэ[англ.]
- Киримбас[англ.]
- Зинави[англ.]

## Намибия
- Аи-Аис-Рихтерсвелд (см. также Каньон Фиш-Ривер и Ai-Ais Hot Springs)
- Бвабвата
- Ватерберх
- Дороб[англ.]
- Мангетти
- Мудуму
- Мамили
- Намиб-Науклуфт
- Берег Скелетов
- Этоша

## Нигер
- Дубль-Ве

## Нигерия

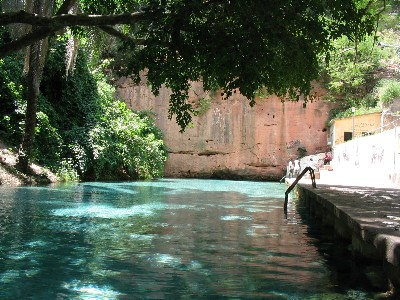
Янкари

- Бассейн Чада[англ.]
- Гашака-Гумти
- Камуку (национальный парк)
- Кросс-ривер[англ.]
- Каинджи (национальный парк)
- Окому[англ.]
- Старый Ойо[англ.]
- Янкари

## Республика Конго
- Конкуати-Дули[англ.]
- Нтоку-Пикунда[англ.]
- Нуабале-Ндоки[англ.]
- Одзала
- Угуэ-Лекити[англ.]

## Руанда
- Акагера[англ.]
- Гишвати[англ.]
- Ньюнгве
- Национальный парк Бирунга

## Сан-Томе и Принсипи
- Обо

## Сенегал
- Бас-Казаманс
- Мадлен
- Ланг-де-Барбари[англ.]
- Джудж
- Ниоколо-Коба
- Дельта Салума

## Сейшельские Острова
- Кюрьёз
- Морн-Сейшелуа[англ.]
- Праслен[англ.]
- Сент-Анн

● Салонга

## Сомали
- Далло[англ.]
- Джилиб[англ.]
- Кисмайо[англ.]
- Лаг-Бадана[англ.]
- Степи и кустарники Хобьо[англ.]
- Харгейса[англ.]

## Судан
- Диндер
- Лантото[англ.]
- Радом
- Суакин[англ.]

## Сьерра-Леоне
- Гола[англ.]
- Утамба-Килими[англ.]
- Вестерн-Эриа[англ.]

## Центральноафриканская Республика
- Андре-Феликс[англ.]
- Бамингуи-Бангоран[англ.]
- Дзанга-Ндоки[англ.]
- Маново-Гоунда-Сен-Флорис
- Мбаэре-Бодинге[англ.]

## Танзания

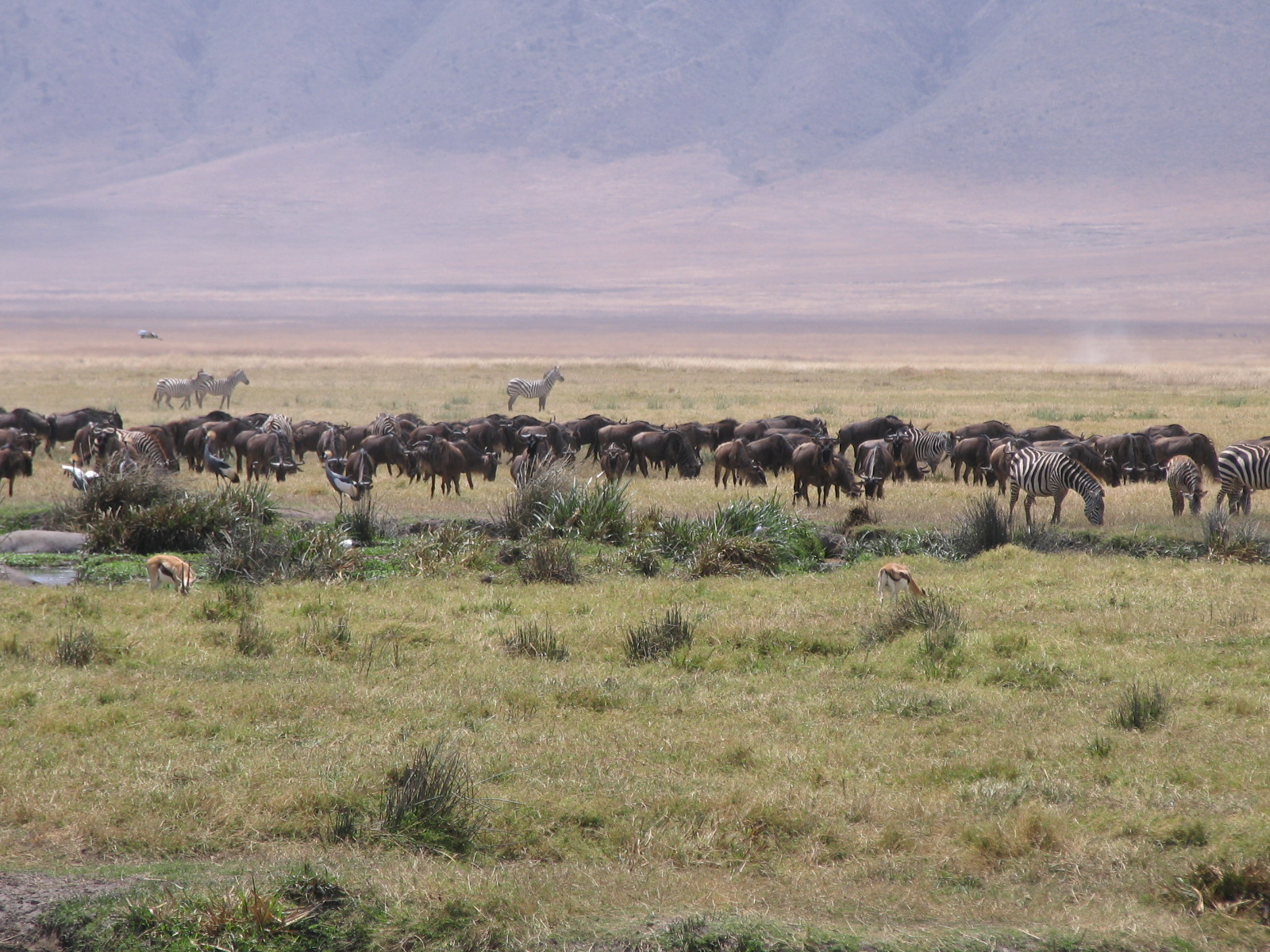
Парк Серенгети

- Аруша
- Гомбе-Стрим
- Джозани-Чвака-Бей[англ.]
- Залив Мнази — эстуарий Рувумба[англ.]
- Катави
- Китуло
- Лейк-Маньяра
- Мазиви[англ.]
- Махали-Маунтинс
- Микуми
- Остров Мафия[англ.]
- Руаха
- Рубондо-Айленд
- Саадани
- Серенгети
- Тарангире
- Удзунгва-Маунтинс

## Того
- Фазао-Малфакасса[англ.]
- Фосс-о-Льон[англ.]
- Керан[англ.]

## Тунис
- Букорнин[англ.]
- Дгумес[фр.]
- Джебель-Бу-Хедма
- Джебель-Загдуд[фр.]
- Джебель-Загуан[фр.]
- Джебель-Мгилла[фр.]
- Джебель-Орбата[фр.]
- Джебель-Серж[фр.]
- Джебель-Шамби
- Джебель-Шитана-Кап-Негро[фр.]
- Джебил
- Зембра и Зембретта
- Ишкёль
- Сиди-Туи[англ.]
- Уэд-Зен[фр.]
- Эль-Фейджа[англ.]

## Уганда
- Квадродик
- Бвинди
- Горы Рувензори
- Долина Кидепо
- Кибале
- Маунт-Элгон[англ.]
- Мгахинга
- Мурчисон-Фоллс
- Национальный парк королевы Елизаветы
- Озеро Мбуро
- Семулики

## Чад
- Аук[англ.]
- Гоз-Беида[англ.]
- Закума
- Манда[англ.]

## Экваториальная Гвинея
- Альтос-де-Нсорк[англ.]
- Монте-Ален[англ.]
- Пико-Басиле

## Эритрея
- Дахлак[англ.]
- Семенави-Бахри[англ.]

## Эсватини
- Хлане[англ.]

## Эфиопия

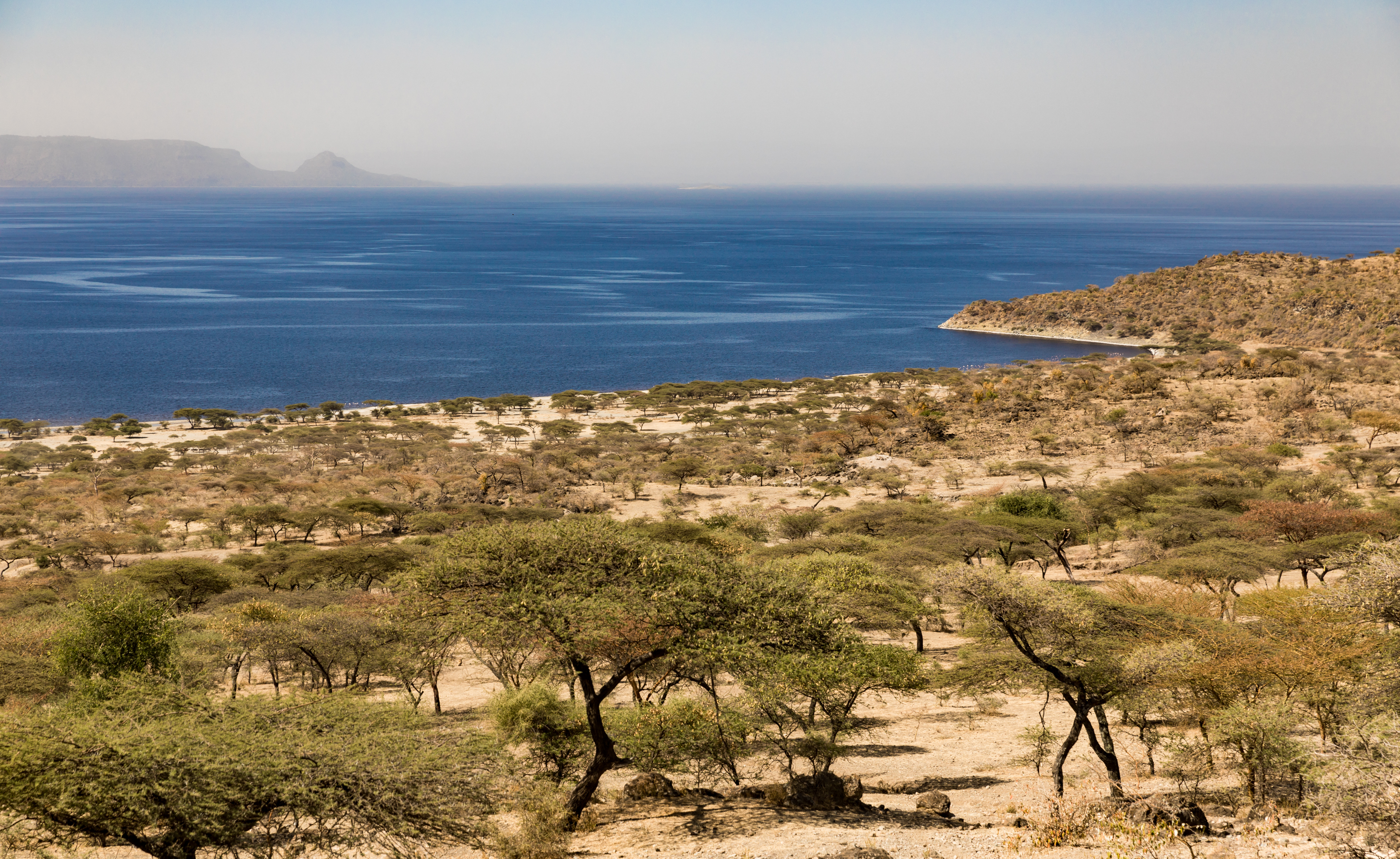
Озеро Шалла

- Абията-Шалла[англ.]
- Аваш
- Гамбела[англ.]
- Горы Бале
- Маго
- Нечисар
- Омо
- Сымен
- Янгуди

## Южно-Африканская Республика
- Эддо-Элефант
- Агульяс
- Аи-Аис-Рихтерсвелд
- Огрейбис-Фолз[англ.]
- Бонтебок[англ.]
- Камдебу[англ.]
- Голден-Гейт-Хайлендс[англ.]
- Кару[англ.]
- Кгалагади[англ.]
- Гарден-Рут
- Крюгера
- Мапунгубве
- Маракеле
- Мокала?!
- Горная зебра[англ.]
- Намакуа[англ.]
- Столовая гора[англ.]
- Танква-Кару[англ.]
- Цицикамма[англ.]
- Уилдернесс[англ.]
- Уэст-Кост

## Южный Судан
- Бандингило[англ.]
- Бома
- Нимуле[англ.]
- Саутерн[англ.]